# دکترین استرادا
دکترین استرادا (انگلیسی: Estrada Doctrine) دکترینی است مبنی بر این‌که دولت‌ها حق ندارند مشروعیت یا عدم مشروعیت حکومت دولت ثالث را مورد قضاوت و بررسی قراردهند و اگر آن را غیرقانونی پنداشتند از شناسایی آن خودداری کنند؛ زیرا این عمل به حیثیت و حاکمیت آن دولت لطمه وارد می‌سازد.
این نظریه توسط جنارو استرادا وزیر امور خارجه وقت مکزیک طی اعلامیه‌ای، پس از وقوع انقلاب‌هایی در سال‌های ۱۹۳۱-۱۹۳۰ در کشورهای آرژانتین، برزیل، پرو، شیلی، بولیوی و پاناما، اعلام گردید.